# 顺河场镇
顺河场镇，是中华人民共和国四川省内江市资中县曾经下辖的一个镇。2019年12月，撤销顺河场镇，将其所属行政区域划归球溪镇管辖。

## 行政区划
顺河场镇撤销前下辖以下地区：
顺河场社区、黑沟村、双峰寺村、二洞桥村、新华村、白草坝村、茶子沟村、雁鹅山村、五台山村、六角庙村、叶家坳村、曹古坪村、大象寺村、阳家庙村、新房子村、磙子山村、明阳寺村、大五嘴村和张家祠村。